# Кондиломи
.
Кондиломи, папиломи, гениталне брадавице, све су ово имена за веома непријатну и вирусно преносиву инфекцију.
Реч је о групи вируса, ХПВ тј. хумани папилома вируси који су веома распрострањени искључиво у људској популацији и могу довести до промена на кожи и слузокожи доброћудне или злоћудне природе. Преносе се контактом, док се генитални облици преносе полним контактом. До данас је откривено више од 100 типова овог вируса.
Веома се тешко лече, готово је немогуће потпуно их уклонити из организма и специфична антивирусна терапија још увек не постоји.

## Специфичности вируса
Овај вирус први пут је изолован 1978. године и то два типа- ХПВ 5 и ХПВ 8, а две године касније изолован је и тип 6, док је наредних година откриван све већи број типова овог вируса. Неки типови овог вируса изазивају појаву брадавица на рукама и ногама. Данас се зна да око 20 типова овог вируса изазива инфекције урогениталног тракта, неки изазивају доброћудне промене- condylomata acuminata или шиљасте гениталне брадавице, а неки типови доводе до премалигних и малигних промена у појединим деловима урогениталног тракта код жена и мушкараца. Врло детаљна и дуга истраживања показала су да постоји веза између премалигних и малигних промена на грлићу материце и неких типова овог вируса, конкретно тип 16, 18 и 33. Нискоризични типови вируса су 6, 11, 30, 42, 43, 44, 53, 54, 55 итд. а високоризични типови су 16, 18, 31, 33, 35, 42, 52, 56 итд.
ХПВ (Хумани Папилома вирус) изазива ову болест приањајући за епителне ћелије коже и слузокоже стидних региона (вагине, ануса, пениса и ређе тестиса). Вирус цео свој животни циклус завршава на површини коже па га је могуће дијагностиковати цитолошким или хистолошким анализама, а такође данас га је могуће врло успешно дијагностиковати помоћу појединих метода молекуларне биологије. Углавном се дијагностикује ПАПА тестом тако што се направи брис грлића материце на којем се налазе ћелије чији се премалигни или малигни статус евентуално уочава. Посебно је битно напоменути да већина људи не осећа симптоме и не зне да је заражено.
Период инкубације траје од месец до годину дана. Вирус се преноси сексуалним путем, чак и благим додиром две слузокоже. Такође може бити пренет са мајке на дете где новорођенче добија кондиломе у грлу. У већини случајева организам се сам избори са инфекцијом али уколико се брадавице ипак појаве отклањање истих се врши кремама, криотерапијом, електрокоагулацијом, ласером, убризгавањем интерферона у брадавице или хируршким путем. Сматра се да особа која је једном заражена овим вирусом, никада не може у потпуности да се ослободи вируса, већ само посредством лечења губи спољне манифестације, али вирус је и даље присутан. Дијагнозу ове инфекције дају дерматовенеролог и гинеколог, на основу карактеристичних промена на кожи. Ако су брадавице велике оне имају изглед који подсећа на карфиол, а ако су мале, ради се тест сирћетном киселином, након ког оне побеле и јасно се разликују од осталих промена у регији. Овај тест није сигуран показатељ и неопходно је посаветовати се са лекаром (дерматовенерологом).

## Превенција
Тренутно најуспешнија метода којом се може спречити инфекција са два најопаснија типа овог вируса који у највећем броју случајева доводе до рака грлића материце јесте вакцинација. Практикује се код жена старости 11 - 25 година, а идеално је када се вакцинација примени пре ступања у сексуалне односе.
Превенција од инфекције спроводи се и употребом кондома, избегавањем великог броја сексуалних партнера као и избегавањем раног ступања у сексуалне односе.
Генитални ХПВ је најчешћа полно преносива болест код мушкараца и жена.